# KRC Genk in het seizoen 2005/06
Een overzicht van KRC Genk in het seizoen 2005/06.

## Spelerskern
| Nr.           | Naam                | Nationaliteit         | Geboortedatum | Vorige club                  |
| ------------- | ------------------- | --------------------- | ------------- | ---------------------------- |
| Keepers       |                     |                       |               |                              |
| 1             | Jan Moons           | België                | 26-09-1970    | 1999-2000 Germinal Beerschot |
| 26            | Logan Bailly        | België                | 27-12-1985    | 2003-2004 Heusden-Zolder     |
| 27            | Sinan Bolat         | Turkije               | 03-09-1988    | /                            |
| Verdedigers   |                     |                       |               |                              |
| 2             | Indriði Sigurðsson  | IJsland               | 12-10-1981    | 2000-2003 Lillestrøm SK      |
| 4             | Tomislav Mikulić    | Kroatië               | 04-01-1982    | 2001-2005 NK Osijek          |
| 5             | Eric Matoukou       | Kameroen              | 08-07-1983    | 2002-2003 Heusden-Zolder     |
| 11            | Gonzague Vandooren  | België                | 19-08-1979    | 2001-2005 Standard Luik      |
| 13            | Wouter Corstjens    | België                | 13-02-1987    | /                            |
| 15            | Sébastien Pocognoli | België                | 01-08-1987    | /                            |
| 18            | Sven Verdonck       | België                | 30-01-1988    | /                            |
| 23            | Hans Cornelis       | België                | 13-10-1982    | 2001-2005 Club Brugge        |
| Middenvelders |                     |                       |               |                              |
| 3             | Seyfo Soley         | Gambia                | 15-07-1981    | 2004 Al-Hilal                |
| 6             | Mirsad Bešlija      | Bosnië en Herzegovina | 06-07-1979    | 2000-2001 FK Željezničar     |
| 7             | Faris Haroun        | België                | 22-09-1985    | /                            |
| 8             | Gert Claessens      | België                | 21-02-1972    | 2001-2003 Vitesse            |
| 10            | Tom Soetaers        | België                | 21-07-1980    | 2004-2005 Ajax               |
| 12            | Thomas Chatelle     | België                | 31-03-1981    | 2000 KV Mechelen             |
| 17            | Sunday Oliseh       | Nigeria               | 14-09-1974    | 2004-2005 Borussia Dortmund  |
| 20            | Koen Daerden        | België                | 08-03-1982    | /                            |
| 21            | Orlando Engelaar    | Nederland             | 24-08-1979    | 2000-2004 NAC Breda          |
| 22            | Justice Wamfor      | Kameroen              | 05-08-1981    | 2000-2001 Racing Bafoussam   |
| 24            | Kenneth Van Goethem | België                | 13-02-1984    | /                            |
| 25            | Steven Defour       | België                | 15-04-1988    | /                            |
| Aanvallers    |                     |                       |               |                              |
| 9             | Kevin Vandenbergh   | België                | 16-05-1983    | 1999-2002 KVC Westerlo       |
| 14            | Jordan Remacle      | België                | 14-02-1987    | /                            |
| 16            | Marvin Ogunjimi     | België                | 12-10-1987    | /                            |
| 19            | Bob Peeters         | België                | 10-01-1974    | 2003-2005 Millwall FC        |
| 33            | Nenad Stojanović    | Servië en Montenegro  | 22-10-1979    | 2003-2005 Rode Ster Belgrado |

Boris Marolt belandde in het seizoen 2005/06 in de B-kern.

### Technische staf
| Functie         | Naam                | Nationaliteit |
| --------------- | ------------------- | ------------- |
| Coach           | Hugo Broos          | België        |
| Assistent-coach | Pierre Denier       | België        |
| Keeperstrainer  | Guy Martens         | België        |
| Beloftencoach   | Ronny Van Geneugden | België        |

## Resultaten
Een overzicht van de competities waaraan Genk in het seizoen 2005-2006 deelnam.
| Seizoen 2005/06  | Seizoen 2005/06 | Seizoen 2005/06    |
| Competitie       | Resultaat       | Uitgeschakeld door |
| ---------------- | --------------- | ------------------ |
| Jupiler League   | Vijfde          |                    |
| Beker van België | 1/8 finale      | Sint-Truidense VV  |
| UEFA Cup         | Eerste ronde    | Litex Lovetsj      |

## Uitrustingen
Shirtsponsor(s): Euphony / Carglass / Vasco / Echo

Sportmerk: Kappa
| Thuis | Uit | Doelman | Doelman |

## Transfers

### Zomer
| Naam               | Nationaliteit | Van/naar          | Type     |
| ------------------ | ------------- | ----------------- | -------- |
| Inkomend           |               |                   |          |
| Bob Peeters        | België        | Millwall FC       | Gekocht  |
| Hans Cornelis      | België        | Club Brugge       | Gekocht  |
| Sunday Oliseh      | Nigeria       | Borussia Dortmund | Gekocht  |
| Gonzague Vandooren | België        | Standard Luik     | Gekocht  |
| Uitgaand           |               |                   |          |
| Paul Kpaka         | Sierra Leone  | RBC Roosendaal    | Verkocht |
| Brian Priske       | Denemarken    | Porthsmouth       | Verkocht |
| Sem Franssen       | België        | KSK Kermt         | Verkocht |
| Wim Raymaekers     | België        | FC Den Bosch      | Verkocht |
| Akram Roumani      | Marokko       | RBC Roosendaal    | Verkocht |
| Daan Vaesen        | België        | KSV Roeselare     | Verkocht |

### Winter
| Naam           | Nationaliteit         | Van/naar            | Type     |
| -------------- | --------------------- | ------------------- | -------- |
| Inkomend       |                       |                     |          |
| Uitgaand       |                       |                     |          |
| Mirsad Bešlija | Bosnië en Herzegovina | Heart of Midlothian | Verkocht |

## Competitie

### Klassement
|         |    |                                  | P  | W  | G  | V  | +  | -  | DS  | Ptn |
| ------- | -- | -------------------------------- | -- | -- | -- | -- | -- | -- | --- | --- |
| K (CL)  | 1  | RSC Anderlecht                   | 34 | 20 | 10 | 4  | 72 | 27 | 45  | 70  |
| (CL)    | 2  | R. Standard de Liège             | 34 | 19 | 8  | 7  | 51 | 28 | 23  | 65  |
| (UEFA)  | 3  | Club Brugge KV                   | 34 | 18 | 10 | 6  | 51 | 33 | 18  | 64  |
|         | 4  | KAA Gent                         | 34 | 18 | 7  | 9  | 48 | 34 | 14  | 61  |
|         | 5  | KRC Genk                         | 34 | 16 | 9  | 9  | 52 | 38 | 14  | 57  |
|         | 6  | Germinal Beerschot               | 34 | 14 | 7  | 13 | 50 | 45 | 5   | 49  |
| (beker) | 7  | SV Zulte Waregem                 | 34 | 14 | 7  | 13 | 51 | 49 | 2   | 49  |
|         | 8  | KSC Lokeren Oost-Vlaanderen      | 34 | 12 | 11 | 11 | 48 | 49 | −1  | 47  |
|         | 9  | KVC Westerlo                     | 34 | 13 | 7  | 14 | 42 | 48 | −6  | 46  |
|         | 10 | FC Brussels                      | 34 | 12 | 10 | 12 | 30 | 30 | 0   | 46  |
|         | 11 | R. Sporting du Pays de Charleroi | 34 | 11 | 12 | 11 | 39 | 39 | 0   | 45  |
| (fair)  | 12 | KSV Roeselare                    | 34 | 10 | 11 | 13 | 44 | 42 | 2   | 41  |
|         | 13 | R. Excelsior Mouscron            | 34 | 11 | 4  | 19 | 43 | 43 | 0   | 37  |
|         | 14 | Cercle Brugge KSV                | 34 | 10 | 7  | 17 | 38 | 61 | −23 | 37  |
|         | 15 | K. Sint-Truidense VV             | 34 | 8  | 10 | 16 | 36 | 49 | −13 | 34  |
|         | 16 | KSK Beveren                      | 34 | 9  | 6  | 19 | 35 | 55 | −20 | 33  |
| E       | 17 | K. Lierse SK                     | 34 | 8  | 8  | 18 | 22 | 52 | −30 | 32  |
| D       | 18 | RAA Louviéroise                  | 34 | 4  | 14 | 16 | 26 | 56 | −30 | 26  |

P: wedstrijden gespeeld, W: wedstrijden gewonnen, G: gelijke spelen, V: wedstrijden verloren, +: gescoorde doelpunten, -: doelpunten tegen, DS: doelsaldo, Ptn: totaal punten
K: kampioen, D: degradeert, E: naar eindronde (beker): bekerwinnaar, (CL): geplaatst voor Champions League, (UEFA): geplaatst voor UEFA-beker

## Afbeeldingen

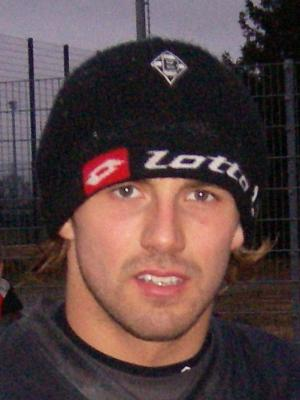
Logan Bailly (doelman)
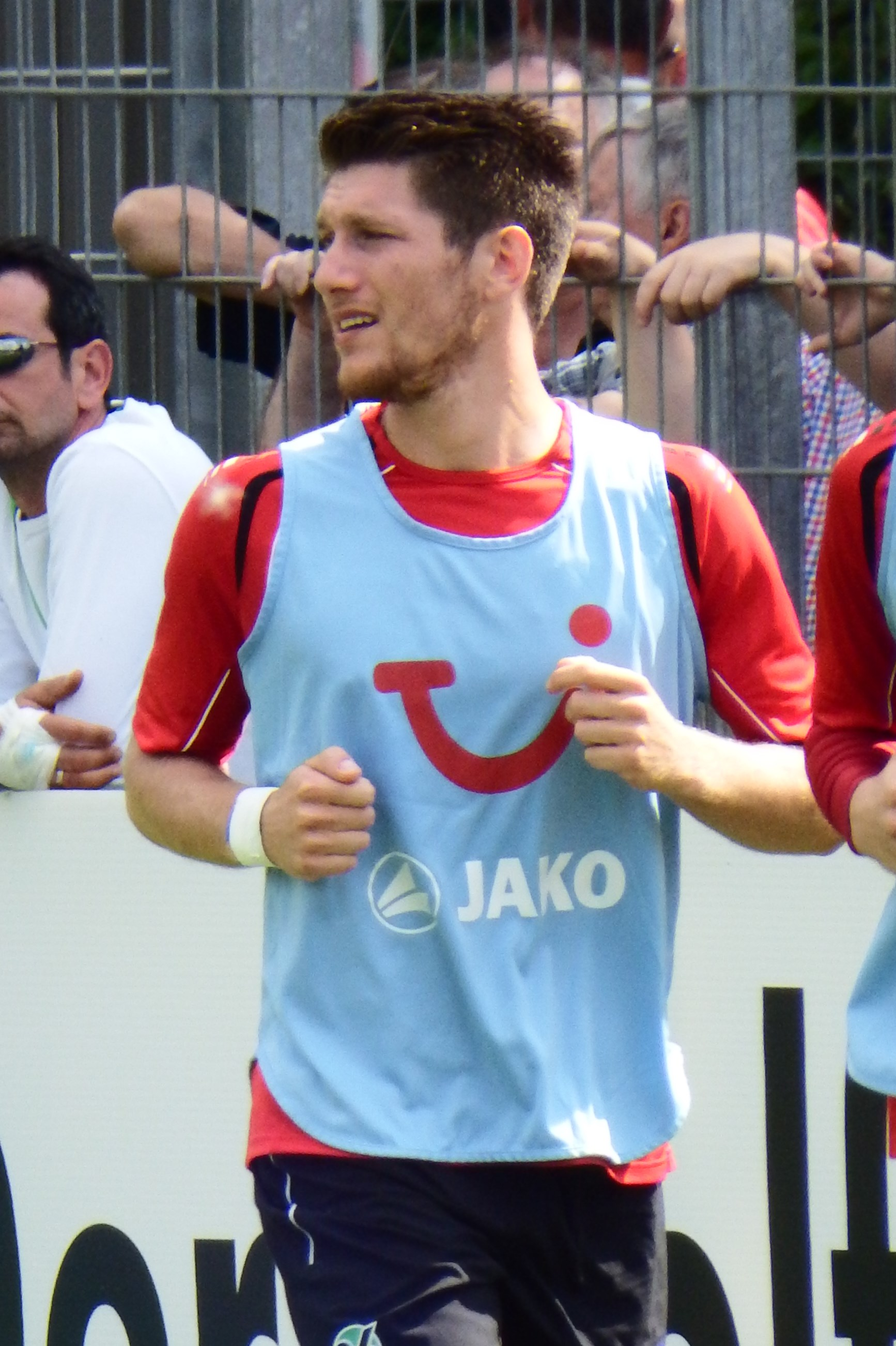
Sébastien Pocognoli (verdediger)
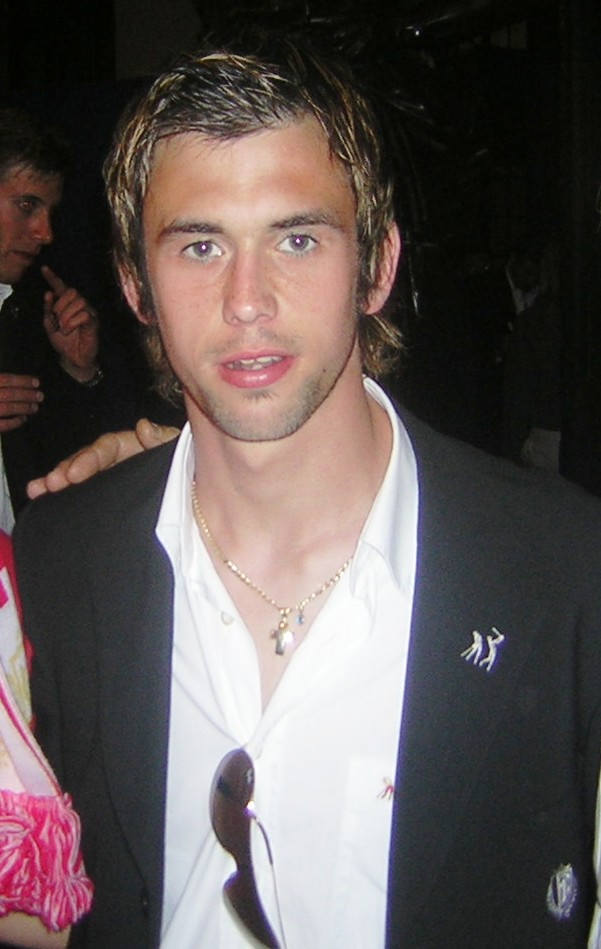
Steven Defour (middenvelder)
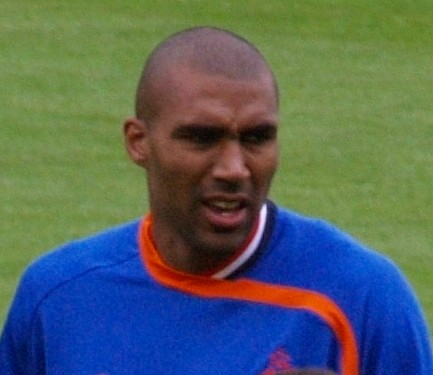
Orlando Engelaar (middenvelder)
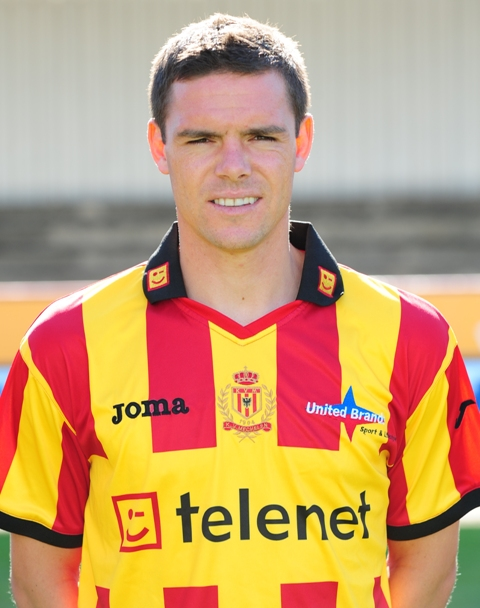
Tom Soetaers (middenvelder)
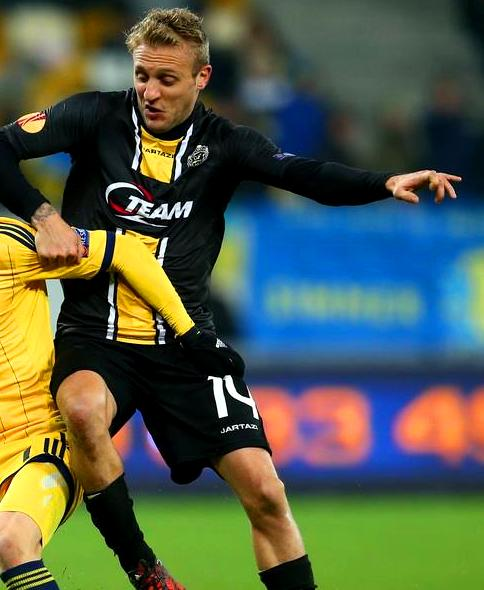
Jordan Remacle (aanvaller)
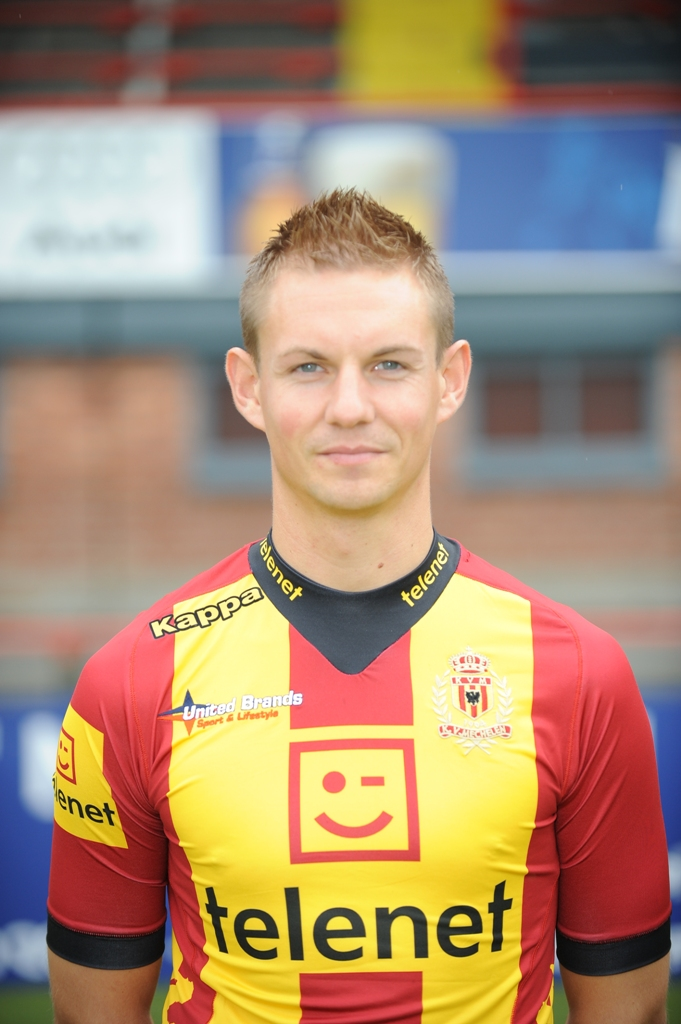
Kevin Vandenbergh (aanvaller)